# Топчели хисар
Топчели хисар (на гръцки: Tορτσέλι-Aσσάρ) е археологически обект край кукушкото село Сарайли (Палатиано), Гърция.
Топчели хисар е хълм, разположен северозападно от селото. На него са открити останките на неизвестен, но значим античен град, който е добре проучен. В 1977 година е разкопан хероон. В 1986 година е обявен за паметник на културата. В 1994 година и некрополът на градът е обявен за паметник на културата.